# Giorgio Demetrio Gallaro
Giorgio Demetrio Gallaro (ur. 16 stycznia 1948 w Pozzallo) – włoski duchowny katolicki, sekretarz Dykasterii do spraw Kościołów Wschodnich w latach 2020–2023.

## Życiorys
Święcenia kapłańskie otrzymał 27 maja 1972. Przez wiele lat pracował jako duszpasterz parafialny kilku amerykańskich eparchii. W 2011 został wiceprzewodniczącym stowarzyszenia skupiającego kanonistów Kościołów Wschodnich, a w 2013 został także konsultorem Kongregacji do spraw Kościołów Wschodnich.
31 marca 2015 papież Franciszek mianował go biskupem eparchii Piana degli Albanesi. Sakry udzielił mu 28 czerwca 2015 biskup Donato Oliverio.
25 lutego 2020 został mianowany sekretarzem Kongregacji do spraw Kościołów Wschodnich oraz arcybiskupem tytularnym Trecalae, wtedy też został administratorem apostolskim sede vacante swojej dotychczasowej eparchii. 15 lutego 2023 przestał być sekretarzem Dykasterii (dawnej Kongregacji), 19 czerwca 2023 przestał być administratorem apostolskim Piana Degli Albanesi.